# 山崎敏彦
山崎 敏彦（やまざき としひこ、1947年- ）は、日本の法学者・弁護士。青山学院大学名誉教授。民事法専攻。

## 経歴
1947年静岡県生まれ。静岡大学人文学部法経学科卒業、東北大学大学院法学研究科私法専攻修士課程修了、1973年東北大学大学院法学研究科博士課程中途退学、同年福島大学講師、1980年青山学院大学に移籍、青山学院大学法学部・大学院法務研究科教授・法務研究科長を歴任。1986年法学博士（東北大学）、2002年 - 2005年司法試験（民法）考査委員、2004年弁護士登録、同年・本研究科教授（法学部併任）。ロンドン大学高等法学研究所（IALS）などで二度にわたり1年余の在外研究経験がある。所属学会は日本私法学会。
趣味は、暫しのバイク乗りと庭いじり。

## 研究
研究テーマは、権利の期間制限、委任型・貸借型の契約、法関連専門家（司法書士、不動産仲介業者、税理士など）の責任、学校事故の民事責任、団体法、要件事実論・事実認定論。

## 著書
- 『抗弁権の永久性』（有斐閣『民法講座』1巻、所収。1984年）
- 『抗弁権の永久性論』（一粒社、1986年）
- 『債権各論講義』（法学書院、1987年）
- 『登記代理委任契約論』（一粒社、1988年）
- 『借地の法律相談（第3版)』（有斐閣・共編著、1998年）
- 『わかりやすい新借地借家法』（有斐閣・共著、1992年）
- 『借地借家の裁判例（第2版）』（有斐閣・共編著)、2001年）
- 『新・民法学4債権各論』（成文堂・共著、2001年）
- 『民法入門（第3版）』（有斐閣・共著、2005年）
- 『ケースブック要件事実・事実認定（第2版）』（有斐閣・共編著、2005年）
- 『民法の考えかた』（有斐閣、共著、2006年）
- 『新・民法学1民法総則（第3版）』（成文堂・共著、2008年）